# Лапин, Сералы Мунайтбасович
Серали Мунайтбасович Лапин (1869-1919) — казахский общественный и политический деятель, коллежский регистратор, письменный переводчик при военном губернаторе Самаркандской области, лидер партии «Шура Улема», востоковед, тюрколог.

## Детство и юность
Родился в марте 1869 года, старший сын Мунайтбаса Лапина. Воспитывался в Перовском городском училище, окончил Туркестанскую учительскую семинарию (1889), юридический факультет Санкт-Петербургского университета (1891). Состоял репетитором местных языков в Туркестанской учительской семинарии (1889—1892). Тогда же С. Лапин выдержал полное испытание в Педагогическом совете Ташкентской мужской гимназии на звание домашнего учителя по предмету русского языка.

## Деятельность в Самарканде
1 февраля 1892 г. он утверждается в должности переводчика Самаркандского областного суда. Ровно через год С. Лапин приказом по Самаркандской области назначен переводчиком при военном губернаторе Самаркандской области. 27 января 1894 года российский император Александр III дал высочайшее соизволение С. Лапину принять и носить Бухарский орден Восходящей серебряной звезды I-й степени. 14 мая 1896 года Лапину пожалована Серебряная медаль в связи с коронованием Николая II. Приказом по Самаркандской области от 28 августа 1896 г. переводчик командируется в распоряжение главного начальника края для сопровождения, командующего войсками Туркестанского военного округа генерал-губернатора барона А. Б. Вревского в Керки и в Бухару. Император Николай II 3 февраля 1897 г. высочайше соизволил повелеть ему принять и носить Бухарский орден золотой звезды 3-й степени. Военным губернатором Самаркандской области с 21 июня по 23 июля 1897 года он командирован в Искандеровскую волость Самаркандского уезда для изучения ягнобского языка.

## Деятельность в Туркестанском крае
с 26 мая по 8 июня 1898 г. С.Лапин командирован в Ферганскую и Сырдарьинскую области для сопровождения в качестве переводчика министра путей сообщения России. По личному распоряжению председателя высочайше утверждённой комиссии о мерах предупреждения и борьбы с чумной заразою его высочества принца Ольденбургского Лапин командирован в Искандеровскую волость Самаркандского уезда с известными его высочеству поручениями с 3 по 30 ноября 1898 г. В августе-сентябре 1899 г. командируется для сопровождения генерал-губернатора Туркестанского края С.М. Духовского, в качестве его персонального переводчика при поездке по Закаспийской и Ферганской областям и Бухарским владениям. Действительный член Самаркандского Областного статистического комитета (1894) С. Лапин автор карманного русско-узбекского словаря. В 1900 г. летом руководил экскурсией туркестанской молодёжи по Москве и Санкт-Петербургу. Спустя четыре года после своего выхода в отставку С. Лапин сдаёт экзамены на юридический факультет Санкт-Петербургского университета, начинает карьеру присяжного поверенного и с головой окунается в политическую деятельность. В 1908—1910 гг. занимается адвокатской деятельностью в Санкт-Петербурге, открывает частную адвокатскую контору, работает в организационном бюро Мусульманской фракции 3-й Государственной Думы.

## Научная деятельность
В 1910 г. возвращается в Туркестанский край, где ведёт активную научно-исследовательскую работу по изучению исторических и архитектурных памятников, устного народного творчества. Изучает арабские надписи в комплексах Гур-Эмир, Регистан, Шахи-Зинда, медресе Кукельташ, переводит их на русский язык, вводит в научный оборот. Выявляет дату постройки, имена архитекторов, которые возвели эти архитектурные сооружения. Результаты научных изысканий С. Лапина использованы в трудах известных русских востоковедов, таких как: В. Л. Вяткин, В. В. Бартольд, Н. И. Веселовский, В. В. Розен и др.

## Участие в общественно-политических организациях
В 1914 г. принимает участие в работе 4-го Всероссийского мусульманского съезда (Петербург, июнь 1914 г.). После Февральской революции начинает активную политическую деятельность. В марте 1917 года был председателем Совета народных представителей в г. Акмешит. В июле 1917 г. после раскола мусульманской организации «Шура Исламия», становится лидером организации «Шура (Джамиат) Улема». На областных съездах казахов избирается кандидатом в депутаты на Учредительное собрание. Участник мусульманских съездов Туркестанского края, ІІІ Краевого съезда рабочих, солдатских и крестьянских депутатов Туркестана (15-22 ноября 1917). В ноябре 1917 года принимает участие в работе IV Чрезвычайного краевого мусульманского съезда, которое провозгласило Туркестанскую автономию. Решением этого съезда был включен в состав Национального собрания, однако С. Лапин отклонил свою кандидатуру.

## Выезд в Германию
После разгрома Кокандской автономии С. Лапин с помощью немецкого генерального консула принял турецкое гражданство и выехал в Петербург, а оттуда через Псков отправился в Германию и 20 сентября 1918 года прибыл в Берлин. Дальнейшее развитие Туркестана С. Лапин связывал с Германией, с её интересами на всем Среднем Востоке. 17 декабря 1918 г.,  Сералы Лапин был госпитализирован в институт Эдель. В 1919 г. С. Лапин возвращается в Самарканд, и вскоре умирает при неизвестных обстоятельствах. Похоронен на кладбище Шахи-Зинда.

## Семья
- Дочь — Рабига (1893—1954), замужем за Санджаром Асфендиаровым.
- Дочь — Рахиля.
- Сын — Миралишер